# اتفاقيات لندن وزيورخ

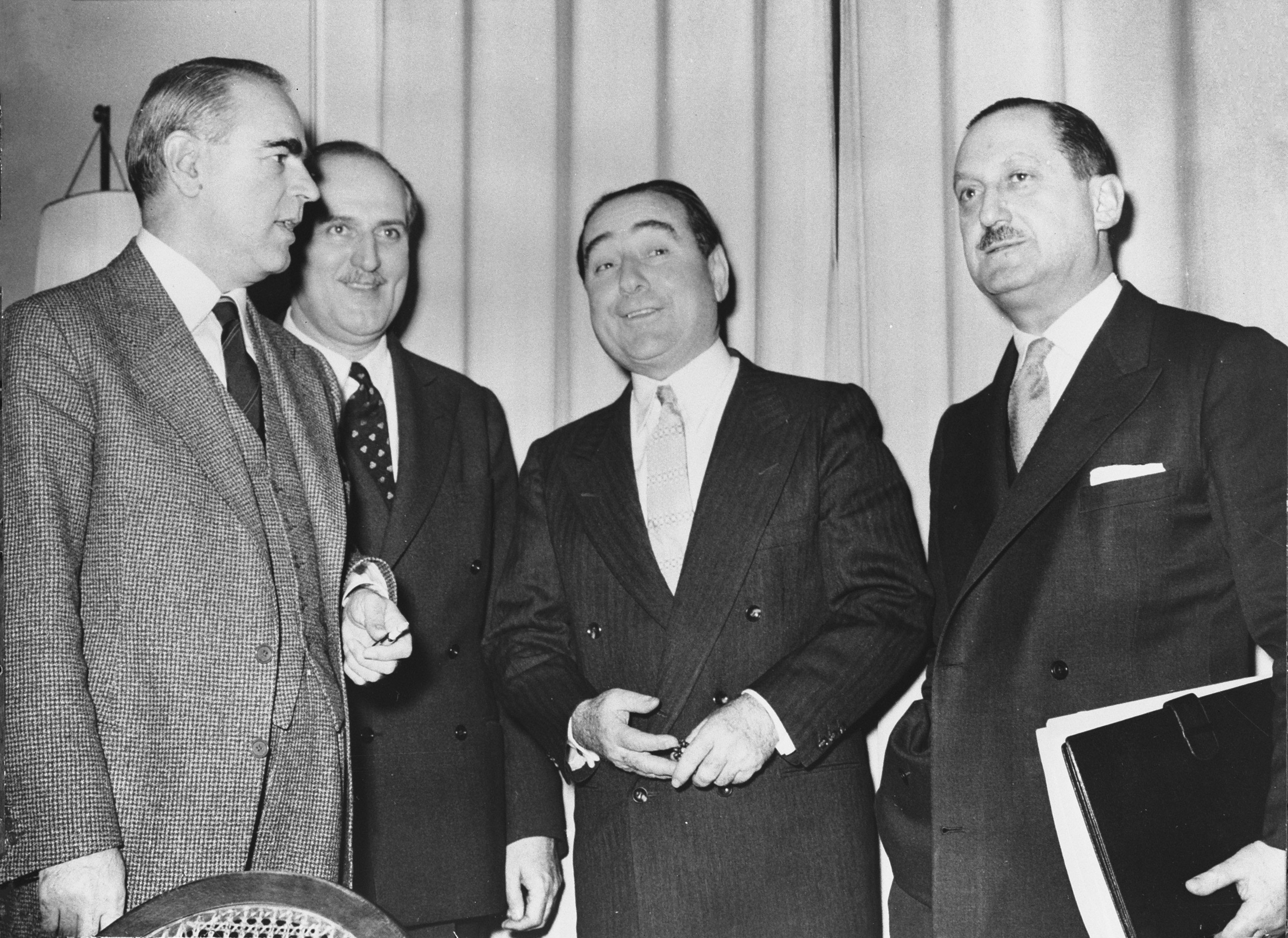
من اليسار: رئيس وزراء اليونان كرامنليس ثم وزير الخارجية التركي زورلو ثم رئيس الوزراء التركي مندريس ثم وزير خارجية اليونان إفانجيلوس أفيروف في المفاوضات في زيورخ- سويسرا

اتفاقيات لندن وزيورخ (باليونانية: Συμφωνίες Ζυρίχης – Λονδίνου)‏ و(بالتركية: Zürih ve Londra Antlaşmaları)‏ لدستور قبرص بدأت باتفاقية يوم 19 فبراير 1959 في لانكستر هاوس بلندن بين تركيا واليونان والمملكة المتحدة وقادة المجتمع القبرصي (رئيس الأساقفة مكاريوس الثالث عن القبارصة اليونانيين والدكتور فاضل كوجوك عن القبارصة الأتراك). على هذا الأساس تمت صياغة دستور والاتفاق عليه مع معاهدتين سابقتين للتحالف والضمان في زيورخ يوم 11 فبراير 1959.
وبناءً على ذلك أُعلنت قبرص دولة مستقلة في 16 أغسطس 1960.
بعد فشل الاتفاق في سنة 1963، والتقسيم العسكري الفعلي لقبرص إلى مناطق قبرصية يونانية ومنطقة قبرصية تركية، ادعت المنطقة القبرصية اليونانية الأكبر التي تسيطر عليها الحكومة القبرصية، أن دستور 1960 لا يزال ساريًا بشكل أساسي، وردت عليها المنطقة القبرصية التركية أنها انفصلت بموجب إعلان استقلال الجمهورية التركية لشمال قبرص سنة 1983.

## النصوص البنيوية
قسم القانون الأساسي المنصوص عليه في الاتفاقيات الشعب القبرصي إلى مجتمعين على أساس الأصل العرقي. كان من المقرر أن يكون الرئيس من القبارصة اليونانيين وينتخبه القبارصة اليونانيون، ونائب الرئيس من القبارصة الأتراك وينتخبه القبارصة الأتراك. مُنح نائب الرئيس حق النقض النهائي على القوانين التي أقرها مجلس النواب وقرارات مجلس الوزراء المؤلف من عشرة وزراء، ثلاثة منهم من القبارصة الأتراك يرشحهم نائب الرئيس.
وفي مجلس النواب يكون انتخاب القبارصة الأتراك بشكل منفصل من مجتمعهم. لم يكن لمجلس النواب سلطة تعديل المواد الأساسية للدستور بأي شكل من الأشكال، وأي تعديل آخر يتطلب أغلبية منفصلة لثلثي أعضاء كل من القبارصة اليونانيين والقبارصة الأتراك. أي تعديل لقانون الانتخابات واعتماد أي قانون يتعلق بالبلديات أو أي قوانين مالية يتطلب أغلبية بسيطة منفصلة من أعضاء مجلس النواب من القبارصة اليونانيين والقبارصة الأتراك. وبالتالي كان من المستحيل على ممثلي مجتمع واحد فقط الموافقة على مشروع القانون هذا.

## ما بعد الاتفاقية
وصف وسيط الأمم المتحدة بشأن قبرص الدكتور غالو بلازا دستور 1960 الذي أنشأته اتفاقيتا زيورخ ولندن بأنه «شذوذ دستوري» وأن الصعوبات في تنفيذ المعاهدات الموقعة على أساس تلك الاتفاقات قد بدأت على الفور تقريبًا بعد الاستقلال.
في غضون ثلاث سنوات بدأ عمل المجلس التشريعي بالضعف، وفي 1963 عندما انتهت صلاحية القوانين المالية بموجب المادة 78 من الدستور، انقسم مجلس النواب على أسس مجتمعية خالصة وفشل في تجديد ضريبة الدخل التي تستند إليها اعتماد المالية العامة.
وفي نوفمبر 1963 اقترح رئيس الجمهورية (القبرصي اليوناني) رئيس الأساقفة مكاريوس الثالث تعديلات على الدستور «لحل المشاكل الدستورية». ووصفتها القيادة القبرصية التركية بأنها غير مقبولة. وأعلن نائب الرئيس علنا أن جمهورية قبرص لم تعد موجودة، وانسحب الأعضاء القبارصة الأتراك من مجلس النواب إلى جانب الوزراء الثلاثة القبارصة الأتراك، وكذلك الموظفون المدنيون القبارصة الأتراك. رفض مكاريوس كل الاقتراحات التي كانت ستؤدي إلى تقسيم قبرص، وما زالت المفاوضات حول المشكلة تراوح مكانها. في الحقيقة أن قبرص لاتزال منقسمة لأكثر من 50 عامًا.

## معاهدات الضمان والتحالف
إلى جانب اتفاقيتي زيورخ ولندن تم الاتفاق أيضًا على معاهدتين أخريين في زيورخ. فقد كان تصميم معاهدة الضمان للحفاظ على التوافقية بين الطائفتين والدولة المستقلة لجمهورية قبرص. ووعدت قبرص ومعها القوى الضامنة (المملكة المتحدة وتركيا واليونان) بمنع الترويج لـ «إنوسيس مع اليونان أو تقسيم الجزيرة».
تنص المادة الرابعة من معاهدة الضمان على ما يلي: «بقدر ما قد يتعذر اتخاذ إجراء مشترك أو منسق، تحتفظ كل دولة من الدول الضامنة الثلاث بالحق في اتخاذ إجراء بهدف وحيد هو إعادة الوضع إلى سابق عهده [أي - الدولة التوافقية الطائفية] التي أنشأتها هذه المعاهدة».
وفي يوليو 1974 جرى انقلاب مدعوم من اليونان في قبرص. وطالبت تركيا بموجب معاهدة الضمان بالتدخل عسكريا. تعتمد شرعية التدخل على ما إذا كان العمل مشتركًا أو منسقًا بين المملكة المتحدة واليونان وتركيا قد ثبت أنه مستحيل وما إذا كانت نتيجة التدخل العسكري تحمي التوافقية بين الطائفتين والاستقلال والسيادة والسلامة الإقليمية لجمهورية قبرص. وفي 1983 أصدر القبارصة الأتراك إعلان استقلال الجمهورية التركية لشمال قبرص، ولكن لم تعترف به سوى تركيا. أعلنت الأمم المتحدة أن الجمهورية التركية لشمال قبرص غير صالحة قانونًا وطالبت بسحبها. وأصدر مجلس الأمن التابع للأمم المتحدة قرارات متعددة بأنه يجب على جميع الدول الامتناع عن الاعتراف بحماية تركيا في قبرص.
كما وقعت اليونان وتركيا وقبرص معاهدة تحالف.

## وصلات خارجية
- "معاهدة إنشاء جمهورية قبرص" (PDF). United Nations. 16 أغسطس 1960. Treaty No. 5476. مؤرشف من الأصل (PDF) في 2022-10-22.
- "الوثائق المتعلقة بتأسيس قبرص، ومنها معاهدة الضمان، 1959". kypros.org. مؤرشف من الأصل في 2022-10-22. اطلع عليه بتاريخ 2021-04-26.